# Selaginella tamariscina

## Selaginella involvens
Le groupe des Ptéridophytes  rassemble des végétaux qui possèdent une structure anatomique et un cycle biologique similaires. Il est composé de 4 divisions. Les Fougères sont rassemblées dans celle des Polypodiophytes ou Filicophytes tandis que les 3 autres divisions, Psilotophytes, Lycopodiophytes et Equisétophytes comprennent des plantes traditionnellement désignées comme plantes alliées des fougères. La distinction entre les Fougères et les plantes alliées repose principalement sur le fait que les Polypodiophytes possèdent de grandes feuilles ou mégaphylles dont la nervation ramifiée laisse une brèche dans le cylindre central de la tige au niveau de son départ (brèche foliaire) contrairement aux microphylles, feuilles de petite taille et à une seule nervure, des Plantes Alliées (source Les Fougères et plantes alliées de France et d’ Europe occidentale de Rémy Prelli).
Appartenant à la division des Lycopodiophytes, les Sélaginelles étaient autrefois rattachées aux Lycopodes mais elles en ont été séparées en raison de différences fondamentales dans leur cycle de reproduction. L’ordre des Selaginellales ne comprend qu’une seule famille, Selaginellaceae, famille elle-même composée d’un seul genre, Selaginella. Le genre comprend environ 700 espèces dont la plupart sont représentées dans les régions tropicales. Ce sont des plantes essentiellement terricoles, plus rarement épiphytes.
Selaginella involvens doit son nom d’espèce involvens qui signifie enveloppant à la superposition de ses feuilles. Elle est originaire des régions tropicales de l’ Asie, Chine, Japon, Taïwan, Corée et Vietnam mais elle semble s’avérer assez rustique sous nos climats où son feuillage devient caduc, disparaissant progressivement pendant l’hiver, avant de réapparaître tardivement au printemps. Son habitat de prédilection est constitué par les roches et les souches d’ arbres moussues. Il lui faut bien sûr un peu d’ombrage et une certaine humidité, mais une fois établie elle peut supporter une relative sécheresse.
Selaginella tamariscina est une espèce de plante de la famille des Selaginellaceae, endémique de Chine, d'Inde, du Japon, de Corée, des Philippines, de Russie (Sibérie), de Taiwan et du nord de la Thaïlande. C'est une plante vivace à feuilles persistantes atteignant 45 cm de hauteur. Il est souvent utilisé comme plante médicinale et a été utilisé pour traiter la goutte et l'hyperuricémie.
- Lycopodioides tamariscina (P.Beauv.) HSKung
- Paroi de Lycopodium caulescens . ex Crochet. & Grev.
- Lycopodium impliquens Sw.
- Lycopodium tamariscinum (P.Beauv.) Desv. ex-Poir.
- Selaginella caulescens (Wall. ex Hook. & Grev.) Printemps
- Selaginella impliquant (Sw.) Printemps
- Sélaginelle tamariscine variété tamariscine
- Selaginella veitchii WRMcNab
- Stachygynandrum tamariscinum P.Beauv.